# Тура Сулейман
Тура Сулейман (узб. Toʻra Sulaymon/Тўра Сулаймон, 15 февраля 1934, кишлак Ёйилма, Бахмальский район, Джизакская область, Узбекская ССР — 2005, Гулистан, Сырдарьинская область,  Узбекистан) — советский, узбекский поэт, журналист. Народный поэт Узбекистана (1999).

## Биография
Тура Сулейман родился 15 февраля в кишлаке Ёйилма Бахмальского района Джизакской области. В 1936 году его семья переехала в Мирзачуль и с тех пор его жизнь была тесно связана с Сырдарьёй. После окончания средней школы в 1952 году, работал школьным учителем. В 1958—1964 годах заочно закончил факультет журналистики Ташкентского Государственного Университета. 
Работал: сотрудником в газетах «Гулистан» и «Сырдарьинская правда»; с 1972 по 1977 годы ответственным секретарём; с 1977 по 1981 годы литературным консультантом Сырдарьинского областного отделения Союза писателей Узбекистана. 
Скончался в 2005 году.

## Творчество
Начал заниматься литературной деятельностью в 1950-е годы. Первый сборник стихов поэта узб. Istar koʻngil был напечатан в 1962 году. Вышедший в 1965 году дастан узб. Qorasoch был хорошо встречен маститыми литераторами и критиками. Позднее увидели свет литературные сборники узб. Men qayga borar boʻlsam (1965), узб. Jahrngashta (1970), узб. Hamqishloqlarim (1973), узб. Intizor (1973), узб. Sirdaryo qoʻshiqlari (1974), узб. Iltijo (1976), узб. Alhazar (1976), узб. Toʻyboshi (1977), узб. Sizni eslayman (1980), узб. Qorakoʻzginam (1981), узб. Gulshan (1988), узб. Sarvinoz (1990), узб. Xarsang (1994), узб. Jahonnoma (1996), узб. Gul bir yon, chaman bir yon (1996), узб. Yovqochdi (1998), узб. Sayhon (2003), узб. Mamlakatning tayanch nuqtasi (2004). В 1979 году сборник юмористических стихотворений поэта узб. Alhazar удостоился премии журнала «Муштум». В последние годы своей жизни работал над эпопеей узб. Al-qasosu min Al-haq.
Большое количество стихотворений поэта были положены на музыку. Тура Сулейман работал в разных жанрах. Помимо лирических стихотворений и поэм, поэт создал произведения в народном стиле, посвященные актуальным проблемам своего времени, близкие по духу к творчеству древних бахши; его притчи, также отличаются своим неповторимым народным характером. К таким произведениям, в частности, относятся стихотворения и эпосы из серии узб. Ergash Jumanbulbul el kezadi. Тура Сулейман известен также как автор публицистических статей, посвящённых актуальным проблемам общественной жизни, сборник статей узб. Mamlakatning tayanch nuqtasi был опубликован в 2004 году.

## Дом-музей
В 2022 году было принято постановление Кабинета министров о создании в Мирзаабадском районе Сырдарьинской области дома-музея Туры Сулеймана. 
Дом-музей был торжественно открыт в 2024 году в присутствии представителей министерства культуры, Союза писателей и хокимията области. Во дворе дома был установлен памятник поэту работы народного художника Узбекистана Азамата Хатамова. Экспозиция музея состоит из 870 экспонатов, связанных с жизнью и творчеством поэта; более 1000 литературных сборников, газет и журналов.

## Награды
- Народный поэт Узбекистана (1999)[2].